# Josh Radnor
Joshua Thomas Radnor (født 29. juli, 1974) er en amerikansk skuespiller, filmproducer, forfatter og musiker. Han er bedst kendt for at spille Ted Mosby i den populære Emmy Award–vindende sitcom fra CBS, How I Met Your Mother. Han havde sin manuskript- og instruktørdebut med komediedramaet Happythankyoumoreplease fra 2010, for hvilken han vandt en Sundance Film Festival Audience Award og blev nomineret til en Grand Jury Prize.

## Opvækst
Radnor blev født i Columbus, Ohio ind i en jødisk familie, som søn af Carol Radnor (née Hirsch), en high school-studievejleder, og Alan Radnor, en advokat der arbejder indenfor medicinske søgsmål. Radnor har to søstre, Melanie Radnor og Joanna Radnor Vilensky.
Han voksede op i Bexley, Ohio, en forstad til Columbus, og opfostret ved den konservative jødedom. Han gik på den ortodokse jødiske skole Columbus Torah Academy, før han gik på Bexley High School og senere på Kenyon College, hvor han modtog en Paul Newman-pris fra skolens teaterafdeling og hvor han brugte forårssemestret 1995 på at gå på National Theater Institute at the Eugene O'Neill Theater Center i Waterford, Connecticut. Han dimitterede fra Kenyon med en bachelor of Arts i drama i 1996. Radnor tog sin master of Fine Arts i skuespil fra New York Universitys skuespilsprogram ved Tisch School of the Arts i 1999. Radnor deltog i det israelske oplevelsesprogram i Tzfat med Livnot U'Lehibanot i 1997.

## Karriere
Radnor blev castet til hovedrollen i The WB-serien Off Centre. Rollen blev dog re-castet til Eddie Kaye Thomas, før første afsnit blev sendt. I 2002 havde han sin Broadway-debut i sceneproduktionen af The Graduate, hvor han overtog rollen fra Jason Biggs, og spillede overfor Kathleen Turner og Alicia Silverstone. I 2004 medvirkede Radnor i The Paris Letter, sammen med hans fremtidige How I Met Your Mother-kollega, Neil Patrick Harris. Fra 2005 til 2014 havde Radnor en af de ledende roller i How I Met Your Mother, som fortsat er hans største rolle til dato.
I juli 2008 spillede han overfor Jennifer Westfeldt i premieren på stykket Finks, skrevet af Joe Gilford og instrueret af Charlie Stratton til New York Stage and Film. Radnor havde sin instruktørdebut i filmen Happythankyoumoreplease, hvor han både var manuskriptforfatter og medvirkende i komedie-dramaet fra 2010.
Hans anden instruktørrolle var i Liberal Arts, hvor han selv og Elizabeth Olsen medvirkede, den havde premiere på Sundance Film Festival den 22. januar, 2012. Radnor optrådte i Broadway-produktionen af Disgraced, som åbnede den 23. oktober, 2014 på Lyceum Theatre.
I oktober 2016 bekræftede Radnor, at han er medlem af bandet Radnor and Lee, sammen med den australske musiker Ben Lee. Radnor og Lee har kendt hinanden i "tolv eller tretten år efter at have mødt hinanden på settet til How I Met Your Mother" og endte med at skrive sange sammen. Deres debutalbum Radnor & Lee blev udgivet den 10. november 2017, og "modtog udbredt ros over hele linjen og cementerer duoen som et etableret par artister," skrev Rolling Stone. Den 19. februar, 2020 annoncerede Spin Radnor and Lees andet album, Golden State, til at blive udgivet på Flower Moon Records, med udgivelsen af den første single "Outside In." American Songwriter udgav senere musikvideoen til albummets anden single, "Simple Harmony." På grund af COVID-19 pandemien blev albummets udgivelsesdato udskudt til juni 2020.
Radnors debut solo EP, One More Then I'll Let You Go, blev udgivet den 16. april 2021 fra Flower Moon Records. Rolling Stone beskrev premieren af den første single, "The High Road," den 10. marts 2021 med ordene "en forsigtig ballade om det brudte venskab han synger om... som har stærke effekter i form af klaver, akustisk guitar, orgel og knipsende fingre." EP's anden single, "You Feel New," havde premiere den 31. marts 2021 og nævnes af Rolling Stone, NPR, American Songwriter og Paste Magazine.
Radnor optræder for tiden i Amazon Prime-serien, Hunters, i rollen som Lonny Flash.

## Privatliv
I 2008 fortalte Radnor Los Angeles Times, at "jeg er udøver af transcendental meditation og det er blandt andet derfor jeg valgte det hus jeg gjorde, fordi jeg tænkte at det hus ville være et godt sted at meditere i."
Radnor er en ivrig Cloud Cult-fan. Han samarbejdede med bandet til at lave filmen The Seeker i 2016. Radnor forklarede, "Det der virkelig er musik for mig, og især hvad jeg mærker ved Cloud Cults musik, det er, at musikken rører noget der allerede findes i dig og kalder det frem. Hvis denne film kan gøre det samme, så kan jeg sove godt om natten."
Radnor har altid værnet meget om sit privatliv og kun nødigt delt oplysninger om hans kærlighedsliv. Radnor har dog bekræftet et forhold til skuespilleren Lindsay Price, efter hun havde en gæsteoptræden i How I Met Your Mother i 2007. De fandt sammen halvandet år senere, forholdet sluttede i 2009. Radnor har også haft kortere forhold til skuespillerne Julia Jones og Minka Kelly. 

## Filmografi

### Film
| År   | Titel                                    | Rolle               | Noter                                 |
| ---- | ---------------------------------------- | ------------------- | ------------------------------------- |
| 2001 | Not Another Teen Movie                   | Tourguide           |                                       |
| 2008 | The Negotiating Table                    | WGA-mægler          | Kortfilm                              |
| 2010 | Happythankyoumoreplease                  | Sam Wexler          | Også instruktør og manuskiptforfatter |
| 2012 | Liberal Arts                             | Jesse Fisher        | Også instruktør og manuskiptforfatter |
| 2013 | Afternoon Delight                        | Jeff Boyardee       |                                       |
| 2013 | The Galapagos Affair: Satan Came to Eden | John Garth (stemme) | Dokumentar                            |
| 2016 | The Seeker                               | Far                 |                                       |
| 2018 | Social Animals                           | Paul                |                                       |

### Tv
| År           | Titel                 | Rolle               | Noter                                                     |
| ------------ | --------------------- | ------------------- | --------------------------------------------------------- |
| 2000         | Welcome to New York   | Doug                | Afsnit: "The Crier"                                       |
| 2001         | Off Centre            | Mike Platt          | Usendt pilot                                              |
| 2002         | Law & Order           | Robert Kitson       | Afsnit: "Access Nation"                                   |
| 2002         | The Court             | Dylan Hirsch        | 3 afsnit                                                  |
| 2003         | ER                    | Keith               | Afsnit: "The Advocate"                                    |
| 2003         | Six Feet Under        | Will Jaffe          | Afsnit: "The Trap"                                        |
| 2003         | Miss Match            | Andrew Gilbert      | Afsnit: "I Got You Babe"                                  |
| 2005         | Judging Amy           | Justin Barr         | Afsnit: "Too Little, Too Late"                            |
| 2005–14      | How I Met Your Mother | Ted Mosby           | Fast rolle                                                |
| 2007, 2009   | Family Guy            | Ted Mosby (stemme)  | Afsnit: "No Chris Left Behind" og "Peter's Progress"      |
| 2013         | Malviviendo           | Sig selv            | Afsnit: "La cosa está muy negra" (The thing is too black) |
| 2016–17      | Mercy Street          | Dr. Jedediah Foster | Fast rolle; 12 afsnit                                     |
| 2018         | Rise                  | Lou Mazzuchelli     | Fast rolle; 10 afsnit                                     |
| 2018         | Greys Hvide Verden    | John                | Afsnit "Momma Knows Best"                                 |
| 2020–present | Hunters               | Lonny Flash         | Fast rolle; 10 afsnit                                     |
| 2021         | Centaurworld          | Durpleton           | Fast rolle; 10 afsnit                                     |

### Musikvideoer
| År   | Titel                 | Artist           | Noter      |
| ---- | --------------------- | ---------------- | ---------- |
| 2016 | "Let Me Be Your Girl" | Rachael Yamagata | Instruktør |

### Teater
| År        | Titel                  | Rolle                   | Lokation                   |
| --------- | ---------------------- | ----------------------- | -------------------------- |
| 2002      | Fagre voksne verden    | Benjamin Braddock       | Plymouth Theatre           |
| 2004      | The Paris Letter       | Sam Arlen / Young Sandy | Kirk Douglas Theater       |
| 2011      | She Loves Me           | Georg Nowack            | Roundabout Theatre Company |
| 2014–2015 | Disgraced              | Isaac                   | Lyceum Theatre             |
| 2016      | The Babylon Line       | Aaron Port              | Lincoln Center             |
| 2018      | Little Shop of Horrors | Seymour Krelborn        | Kennedy Center             |

## Priser og nomineringer
| År   | Pris                                     | Kategori                                                         | Arbejde                 | Resultat  |
| ---- | ---------------------------------------- | ---------------------------------------------------------------- | ----------------------- | --------- |
| 2008 | Online Film & Television Association     | Best Actor in a Comedy Series                                    | How I Met Your Mother   | Nomineret |
| 2010 | Sundance Film Festival Audience Award    | Dramatic                                                         | Happythankyoumoreplease | Vundet    |
| 2010 | Sundance Film Festival Grand Jury Award  | Dramatic                                                         | Happythankyoumoreplease | Nomineret |
| 2012 | Valladolid International Film Festival   | Best Film                                                        | Liberal Arts            | Nomineret |
| 2012 | Midwest Independent Film Festival        | Best Director                                                    | Liberal Arts            | Nomineret |
| 2012 | Midwest Independent Film Festival        | Best Feature                                                     | Liberal Arts            | Nomineret |
| 2012 | Midwest Independent Film Festival        | Best Actor                                                       | Liberal Arts            | Nomineret |
| 2012 | Midwest Independent Film Festival        | Best Screenplay                                                  | Liberal Arts            | Nomineret |
| 2012 | Maui Film Festival                       | Triple Threat Award                                              |                         | Vundet    |
| 2012 | Georgia Film Critics Association (GAFCA) | Breakthrough Award                                               | Happythankyoumoreplease | Nomineret |
| 2014 | People's Choice Awards                   | Favorite TV Bromance delt med Jason Segel og Neil Patrick Harris | How I Met Your Mother   | Nomineret |

## Diskografi

### Radnor and Lee
- Radnor and Lee (2017, Gold Village Entertainment)
- Golden State (2020, Flower Moon Records)

### Solo
- One More Then I'll Let You Go (2021, Flower Moon Records)

### Andre optrædener
- Paty Cantú & Josh Radnor – "Mirame" (2020, Universal Music Mexico)